# Gustav Keller
Gustav Keller (Winterthur, 29 november 1867 - aldaar, 21 april 1932) was een Zwitsers politicus voor de Vrijzinnig-Democratische Partij (FDP/PRD) uit het kanton Zürich.

## Biografie

### Opleiding
Keller studeerde rechten in Neuchâtel, Straatsburg, Berlijn en Zürich. In 1891 studeerde hij af en was eerst advocaat in de stad Zürich en daarna van 1894 tot 1911 in Winterthur.

### Kantonnale politiek
Keller was van 1901 tot 1911 schepen/wethouder in Winterthur en van 1902 tot 1911 was hij lid van de Kantonsraad van Zürich, het kantonnaal parlement. Hij was vervolgens van 1911 tot 1922 lid van de Regeringsraad van Zürich, de kantonnale regering. Hij beheerde eerst de departementen van Justitie, Politie en Militaire Zaken (1911) en daarna het departement van Openbare Werken (1912-1922). In 1914 en in 1918 was hij voorzitter van de Regeringsraad (regeringsleider) van Zürich.

### Federale politiek
Van 1922 tot 1930 zetelde hij tevens in de federale Kantonsraad. Keller vervulde verder tal van nevenfuncties en zette zich in voor de elektrificatie van de spoorwegen.
Hij overleed op 64-jarige leeftijd.